# Grupo profinito
En matemática, un grupo pro-finito G es un grupo que, en cierto modo, está muy "próximo" a ser finito.

## Definición
Formalmente, un grupo pro-finito es límite inverso de grupos finitos. En concreto, {\displaystyle G} es pro-finito si existe un  conjunto dirigido {\displaystyle I}, una colección de grupos finitos {\displaystyle \{H_{i}\}_{i\in I}}, y homomorfismos {\displaystyle \alpha _{ij}:H_{j}\to H_{i}} para cada par de elementos {\displaystyle i,j\in I} con {\displaystyle i\leq j}, que satisfacen 
- {\displaystyle \alpha _{ii}=1} para todo {\displaystyle i\in I}
- {\displaystyle \alpha _{ij}\circ \alpha _{jk}=\alpha _{ik}} para todos los {\displaystyle i,j,k\in I} con {\displaystyle i\leq j\leq k}

con las propiedades:
- {\displaystyle G} es isomorfo como grupo al límite proyectivo (límite inverso);

{\displaystyle \varprojlim \,H_{i}:=\{(h_{i})\in \prod _{i\in I}H_{i}\ |\ \alpha _{ij}(h_{j})=h_{i},\ \forall i\leq j\}}, con la multiplicación componente a componente.
- El isomorfismo de {\displaystyle G} a {\displaystyle \lim \,H_{i}} (considerado como subespacio topológico de {\displaystyle \prod H_{i}}) es un homeomorfismo de espacios topológicos, en donde cada {\displaystyle H_{i}} recibe la topología discreta y {\displaystyle \prod H_{i}} recibe la  topología producto.

Es posible verlos por tanto como grupos topológicos de manera natural: cada uno de los grupos finitos está dotado de la topología discreta, y como G es un subconjunto del producto de aquellos espacios discretos, hereda cierta topología que lo convierte en un grupo topológico.

## Ejemplos
Cada grupo finito es trivialmente pro-finito. Los ejemplos más importantes de grupos pro-finitos son los enteros p-ádicos. La Teoría de Galois de las extensiones de cuerpos de grado infinito hace surgir de forma natural los grupos de Galois que resultan ser pro-finitos. Los grupos fundamentales que son tratados por la  Geometría algebraica son también pro-finitos, debido a que, hablando rápidamente, el álgebra sólo puede 'ver' recubrimientos finitos de una variedad algebraica.

## Propiedades
Cada grupo pro-finito es un Espacio de Hausdorff compacto: ya que todos los espacios finitos discretos son de Hausdorff, su producto será un espacio compacto de Hausdorff por el Teorema de Tychonoff. G es un conjunto cerrado de este producto y por tanto es también compacto y de Hausdorff. 
Todo grupo pro-finito es totalmente disconexo y más aún: un grupo topológico es pro-finito si y solamente si es Hausdorff, compacto y totalmente disconexo.

## Grupos Ind-finitos
Existe la noción de  grupo ind-finito, que es la dual de grupo pro-finito. Será por tanto un grupo G que es el límite directo de grupos finitos. La terminología usual es sin embargo diferente: un grupo G es llamado localmente finito si cada subgrupo finitamente generado es finito. De hecho esto es equivalente a ser ind-finito. 
Aplicando la dualidad de Pontryagin, uno puede ver que los grupos abelianos pro-finitos son los duales de los grupos abelianos discretos localmente finitos. Estos últimos son precisamente los grupos de torsión abelianos.